# T.O.X.
Pour les articles homonymes, voir Tox (homonymie).
TOX, stylisé T.O.X., un acronyme pour Theory of Xistence, est un groupe de hip-hop algérien, originaire d'Oran. Formé en 1996, il est composé de Malik Bourbia (Cheikh Malik, FADA VEX,) et Anis Bourbia (Banis, Machin Gun).

## Biographie

### Premiers albums
Le groupe T.O.X. voit le jour en 1996 à Oran,. Il sort un premier album six titres, Mechi Besah, en 1998. Entre-temps, plusieurs prestations scéniques sont données à Oran à l’occasion de galas universitaires, concerts et concours. En 1999 la compilation Wahrap est enregistrée, et sort deux ans plus tard en France (cinq titres pour le groupe T.O.X.). La même année le groupe participe au festival international de jazz en France (Nancy Jazz Pulsations). Le groupe fait plusieurs concerts à travers l'Algérie, festivals, concours, manifestations estudiantines, etc.
Un deuxième album sort en 2000, Ghir Hak. Vu la difficulté de se produire et d’enregistrer, le groupe donne naissance à son propre label de production sous le nom de La Base Prod. À la fin 2002, T.O.X produit une mix-tape Hip Hop Guérilla vol 1 qui sera le premier produit du label et par l’occasion la première du genre dans le paysage du rap algérien. Le groupe donne un concert au petit théâtre du Centre culturel français le 9 novembre 2003.
En octobre 2003, le groupe, en compagnie de plusieurs formations rap d'Algérie, se produit sur la scène marseillaise de la Friche, à l’occasion de l’Année de l’Algérie en France. Fada Vex sort alors son album El Facteur. Produit et conçu complètement en indépendant avec l’appui de son label La base Prod en y conviant plusieurs rappeurs et producteurs d’Oran et d’Alger, l’album voit le jour en mai 2004. Fada Vex dira à cet effet « je ne cache pas sa volonté d’innovation, et d’apport de nouveaux sons au rap algérien. Je trouve que le terrain est encore vierge, et beaucoup de choses restent à faire […] le rap algérien a besoin d’infrastructures (éditions spécialisées, labels, studios) […] rester vrai et éviter les imitations, se baser sur l’unité et les collaborations parce que l’effet de masse est important pour s’imposer ».

### Suites (2005–2009)
En 2005, le groupe coproduit des titres et collabore avec de nombreux chanteurs raï. Il participe notamment à la bande originale du film Beur blanc rouge de Mahmoud Zemmouri. En septembre 2005, le groupe sort un nouveau produit sous le titre T.O.X : La Mix-Tape qui contient 25 titres, mixée et coordonnée par DJ Redha-Jay où il a invité trois rappeurs d’origine algérienne installés en France : Naili, Imohar et Xenos. Commentant la mixtape, DJ Redha-jay dira : « c’est une volonté de redonner au rap algérien ses lettres de noblesse et de partager avec le public les sons et les musiques qu’on écoute et qu’on aime ». 
En 2006, T.O.X. fait un hommage à Cheb Hasni (l'icône du raï sentimental) avec le titre H.A.S.N.I, et un clip à l'appui sur une compilation à l'initiative des éditions Sun House. Cette compilation réunit toutes les stars du raï du moment. Machin Gun (alias Banis) finalise son album, intitulé Banis au pays des merveilles. Il dira à cet effet « je veux un album accessible à tout le monde tout en respectant les sonorités hip-hop […] j’ai une réelle envie de marquer l’histoire du rap algérien par cet album et qu’il soit un classique du genre !![réf. nécessaire]». Le groupe T.O.X. s'allie avec le Nailklan pour le projet El Moua3hada. Il contient 10 titres incluant quelques remixes de l'album solo de Fada Vex, El Facteur, et celui de Naili, Le Peuple orphelin. L'album sort fin juillet 2008. Les deux groupes s'uniront pour un autre projet : une mixtape hip-hop Guérilla Vol 2, Pt II et c'est DJ Mourad, le DJ attitré du Nailklan, qui la mixera.
L’année 2007 voit la collaboration de T.O.X. avec Def-One (Abrasax et Xenos) sur une compilation de 14 titres intitulée Rap performance. S’ensuit un projet en collaboration avec le Nailklan (Naili, Dièz, et DJ Mourad) sous le titre El Mou3ahada (Le pacte), un album de 10 titres qui balance entre remixes et inédits, dont le titre phare El Rissala (le message) clip réalisé par Niko Eko.

### Années 2010
L’année 2010 est spécialement marquée par la sortie des albums solo de chaque membre : Banis avec Banis au pays des merveilles, album hétéroclite, un mélange entre rap, musiques du monde et l’univers de Banis ; Fada Vex avec Ramz El Maktoub, produit entièrement par le beatmaker One-Der. En septembre 2011, une partie du groupe (Banis et Abrasax) fera une tournée aux États-Unis, de Washington à New York en passant par Chicago et la Nouvelle-Orléans, dans le cadre du programme culturel de l'ambassade des États-Unis en Algérie et cela à la suite du concert donné par le collectif américain F.E.W à Oran le 30 juillet 2010, dont T.O.X. a assuré la première partie. En 2012, Fada Vex et Banis produisent deux mixtapes, intitulées respectivement El Hadar Qlila et Echarit El Moussiqi. En novembre 2012, T.O.X. prend part à la 12e édition du festival Hip Hop Dayz à Lille, en France, aux côtés de Youssoupha, M.O.P, Rocé, etc; Ils en feront d'autres aussi en France.

## Prix
2014 : Reçoit le prix de la deuxième place du StarAfrica Sounds 2014,,

## Discographie

### Albums studio
- 1998 : Mechi Besah (Lazer Éditions)
- 2000 : Ghir Hak (Redson Éditions)
- 2017 : Oscar Tango X-Ray : Version Beta(La Base Prod)

### Compilations
- 2000 : Wahrap (Atool Music)
- 2003 : L'Algérie en musique

### Mixtapes
- 2002 : Hip Hop Guérilla Vol 1
- 2005 : T.O.X la mixtape (Sun House Éditions)
- 2006 : Hip Hop Guérilla Vol 2, Pt 1
- 2007 : Hommage à Hasni Vol 2
- 2008 : Hip Hop Guérilla Vol 2, Pt 2
- 2010 : Forth and Back
- 2013 : Zone de Transite

### EP
- 2007 : Def-One et T.O.X - Rap Performance
- 2008 : Nailklan et T.O.X - El Mou3ahada
- 2013 : Remixé par Abrasax

## Clips
- 2006 : H.A.S.N.I - single hommage à Cheb Hasni (réalisé par Seddik Boumelah) - compilation HASNI Vol 2
- 2007 : Ma Nalaâbouche avec Def-One (réalisé par Seddik Boumelah) - extrait de la compilation Rap Performance
- 2008 : El Rissala avec Nailklan (réalisé par Niko Eko) - extrait de l'album El Mou3ahada
- 2009 : Stora Darb (réalisé par Seddik Boumelah) - extrait de la mixtape de FADA VEX: El Azma
- 2009 : El Morr (réalisé par Seddik Boumelah) - extrait de la mixtape de FADA VEX: El Azma
- 2010 : Chouf El Jor7 - extrait de l'album solo de FADA VEX, Ramz El Maktoub
- 2011 : 2062 (réalisé par Fada Vex) - extrait du free album solo de Banis, Banis au pays des merveilles
- 2012 : Ngaber - extrait de la mixtape de Banis, Echarit el moussiqi
- 2012 : Ana 3yite - extrait de la mixtape de Cheikh Malik, El Hadra Qlila
- 2013 : N°69.31 + 213 41 - T.O.X chez Oster Lapwass (réalisé par Oster Lapwass)
- 2013 : Karkabou - extrait du prochain street album Beta
- 2016 : Machi ki mdari - extrait de la mixtape de Fada Vex, Hibr ala waraq (حبر على ورق)